# Правитель гардеробной
Правитель гардеробной или Гардеробмейстер (англ. Master of the Robes) — должность при британском королевском дворе. Он отвечает за королевские мантии в такие моменты, как коронация, ежегодная служба Ордена Подвязки и государственное открытие парламента. Со времени правления короля Эдуарда VII должность замещалась только во время коронаций (обратите внимание, что должность не выделяется во время правления королевы-правителя). Ниже приведен список известных должностных лиц:

## Генрих VII
- 1496: сэр Эдвард Бертонn[2]

## Яков I
- 1603-1612: Роджер Астон.[3]
- 1617–1625: Кристофер Вильерс, 1-й граф Англси[4]

## Карл, принц Уэльский, позднее Карл I
- 1611–1622: достопочтенный Роберт Кэри
- 1622–1628: Спенсер Комптон, лорд Комптон
- 1628–1649: ?

## Карл II
- 1660–1662: Генри Кавендиш, виконт Мэнсфилд
- 1662–1678: достопочтенный Лоуренс Хайд
- 1678-1679: Сидни Годольфин
- 1679–1685: Генри Сидни

## Яков II
- 1685–1687: Артур Герберт
- 1687–1688: лорд Томас Говард

## Вильгельм III
- 1690–1695: Виллем Нассау де Зуйлештейн
- 1695–1701: Арнольд ван Кеппель, 1-й граф Албемарл
- 1701: Корнелиус Нассау

## Георг I
- 1714–1726: Уильям Кадоган, 1-й граф Кадоган
- 1727: Джордж Чамли, виконт Малпас

## Георг II
- 1727–1757: Август Шутц
- 1757–1760: Эдвард Финч

## Георг III
- 1760–1791: 1-й барон Браднелл
- 1791–1808: Джеймс Пичи, 1-й барон Селси
- 1808–1809: достопочтенный Уильям Харкорт
- 1809–1812: достопочтенный Генри Седли
- 1812–1820: Чарльз Нассау Томас

## Георг IV
- 1820–1830: лорд Фрэнсис Конингэм

## Вильгельм IV
- 1830: сэр Чарльз Пол, баронет
- 1830–1837: сэр Джордж Сеймур

## Эдуард VII
- 1902: Чарльз Харборд, 5-й барон Саффилд

## Георг V
- 1911: Виктор Спенсер, 1-й виконт Черчилль[5]

## Эдуард VIII
- 1936: барон Колбрук[6][7][8]

## Георг VI
- 1936: должность вакантна.

## Карл III
- 2022: должность вакантна.